# オランダ海上帝国

オランダ海上帝国
Nederlandse koloniën (オランダ語)

オランダ海上帝国の領土

| 先代 | 次代 |
| --- | --- |
| ネーデルラント連邦共和国 バンテン王国 マタラム王国 蘭芳公司 アチェ王国 ポルトガル領マラッカ ポルトガル領セイロン ブラジル植民地 ポルトガル領黄金海岸 | オランダ王国 インドネシア共和国 海峡植民地 ケープ植民地 イギリス領セイロン ニューヨーク植民地 スリナム共和国 ブラジル植民地 イギリス領ゴールド・コースト フランス領フランス島 鄭氏台湾 |
オランダ海上帝国（オランダかいじょうていこく、英語: The Dutch colonial empire (Dutch: Nederlandse koloniale )）は、17世紀から18世紀にかけてオランダ（ネーデルラント連邦共和国）が本国及び植民地を拡大して築いた植民地支配及び交易体制に対する日本語の通称を。英語などでは、オランダ植民地帝国。
オランダ東インド会社による植民地獲得に始まり、1780年から1784年にかけて起こった第四次英蘭戦争で衰退し始めた。1975年のスリナムの独立で終焉したと見なされ、オランダ王国の構成はオランダ本土・カリブ海の3国・BSE諸島(ヨーロッパ・オランダのカリブ海の領土)のみになった。

## 概要
17世紀初頭、ネーデルラント連邦共和国はオランダ東インド会社を設立、東インドに進出してポルトガルから香辛料貿易を奪い、さらにオランダ西インド会社も設立するなどして次第に植民地を拡大し、黄金時代を迎えた。17世紀から18世紀にかけて植民地主義大国として飛躍したことから、本国及び植民地一帯を指してオランダ海上帝国という。
ただし、「黄金時代」にあっても、オランダの貿易額の2/3はバルト海貿易、残り1/3の半分も地中海貿易であった。つまり、オランダの富の源泉はヨーロッパ域内であり、同時代でも既に指摘されていたが、海外植民地は、維持費がかさむだけで大した利益をもたらしていないのが実情であった。
そして、度重なる英蘭戦争で北アメリカの植民地を奪われ、さらに南アフリカの植民地も超大国に成長したイギリス帝国に敗れて失うなど、列強としてのオランダの国際的地位は凋落していった。この時期では長崎出島での日本との独占貿易権が東アジアでの唯一の牙城であったが、続くナポレオン戦争での敗戦により海外覇権はほぼ消滅する。
最終的には、オランダ領東インドとオランダ領ギアナ（スリナム）などの植民地が残り、20世紀半ばまで保持していた。第二次世界大戦でオランダ本国も、1940年にナチス・ドイツの侵攻により占領された。また、東インドは大日本帝国の侵攻を受けて占領された（蘭印作戦）。
第二次世界大戦の終結後、オランダは植民地支配を復活させようと軍隊を派遣して、インドネシア独立戦争が勃発したが、戦闘の激化に抗し切れず植民地を手放すことになった。オランダ領ギアナも1975年にスリナムとして独立した。

## オランダの植民地

### 西アフリカ
- ゴレ島
- 蘭領ギニア海岸（英語版）︰首都エルミナ城

### オランダ領ブラジル
かねてからブラジルの砂糖産業から巨利を得ていたオランダは、ポルトガル領ブラジルの直接支配を図る。1621年西インド会社を設立。1624年ブラジル北東部の中心都市バイーア州サルヴァドールを攻撃し、1年後に撤退。次いで1630年ペルナンブーコ州レシフェ（オリンダ）を攻撃、1641年までにマラニョン州にまで版図を拡大するに到った。植民地住民に寛容であったナッサウ＝ジーゲン伯ヨハン・マウリッツがオランダ領ブラジルの総督として赴任し黄金期を築くも、伯が西インド会社と対立して辞任すると、問題が表面化。1645年農園主たちが反乱。1654年西インド会社はブラジルから撤退した。
現在、ブラジルにおけるオランダの影響は、オリンダという地名（別説もある）やその北部に位置する城砦跡（イタマラカ島のオレンヂ砦）として残っている。